# Nova Iguaçu
Nova Iguaçu – miasto położone w południowo-wschodniej części Brazylii, w stanie Rio de Janeiro. Wchodzi w skład regionu metropolitalnego Rio de Janeiro–Niterói.
W mieście rozwinął się przemysł chemiczny oraz spożywczy.
- Ludność: 915,4 tys. (2000 r.)
- Powierzchnia: 524,04 km²

W mieście mają siedzibę kluby piłkarskie Nova Iguaçu FC i Artsul FC.